# Devilert Arsene Kimbembe
Devilert Arsene Kimbembe (Brazzaville, 14 september 1984) is een Congolese atleet. Hij nam eenmaal deel aan de Olympische Spelen.

## Loopbaan
Kimbembe nam deel aan de Olympische Spelen van 2012, waar hij uitkwam op de 100 meter. De voorrondes doorliep hij prima in heat 1; hierin werd hij tweede met een tijd van 10,68. Vervolgens viel hij in heat 5 van de series uit met een tijd van 10,94 s. 

## Persoonlijke records
Outdoor
| Onderdeel | Prestatie | Datum           | Plaats      |
| --------- | --------- | --------------- | ----------- |
| 100 m     | 10,39 s   | 2 augustus 2013 | Brazzaville |
| 200 m     | 20,91 s   | 31 juli 2010    | Nairobi     |

## Palmares

### 100 m
- 2011: 7e in serie WK – 10,94 s (-1,7 m/s) (in voorronde 10,85 s)
- 2012: 8e in serie OS – 10,94 s (+0,0 m/s) (in voorronde 10,68 s)
- 2013: 4e in voorronde WK – 10,77 s (-0,4 m/s)